# Fałszywy senator
Fałszywy senator (oryg. The Distinguished Gentleman) – amerykański film komediowy z 1992 roku w reżyserii Jonathana Lynna.

## Opis fabuły
Thomas Jefferson Johnson odkrywa, że posada senatora wiąże się z nieograniczonymi możliwościami łatwego wzbogacenia się. Postanawia wykorzystać śmierć urzędującego senatora i posiadanie takiego samego nazwiska w nadchodzącej kampanii.

## Obsada
- Eddie Murphy - Thomas Jefferson Johnson
- Sheryl Lee Ralph - Loretta
- Victor Rivers - Armando
- Chi McBride - Homer
- Lane Smith - Dick Dodge
- Joe Don Baker - Olaf Anderson
- Grant Shaud - Arthur Reinhardt
- Kevin McCarthy - Terry Corrigan
- Charles S. Dutton - Elijah Hawkins
- Victoria Rowell - Celia Kirby